# Pluszcz (dopływ Piszczaka)
Pluszcz (niem. Freiwasser, Freienwasser) – potok we wschodnich Karkonoszach (Kowarski Grzbiet) o długości ok. 1,2 km, lewy dopływ Piszczaka.
Źródła ma we wschodniej części Karkonoszy, w północno-wschodniej części Kowarskiego Grzbietu, poniżej Łysej Góry. Płynie na wschód głęboką, zalesioną doliną. Wpada do Piszczaka powyżej Uroczyska, na wysokości ok. 600 m n.p.m.